# Phyllota phylicoides
Espèce
Statut de conservation UICN

 NT  : Quasi menacé
Phyllota phylicoides est une espèce de plantes à fleurs de la famille des Fabaceae, que l'on rencontre en Nouvelle Galles du Sud et Queensland.
Elle a été décrite pour la première fois sous le nom Pultenaea phylicoides DC, 1825 (basionyme) par Augustin Pyrame de Candolle en 1825, puis renommée en Phyllota phylicoides par George Bentham en 1837.